# Phi Kappa Psi
Phi Kappa Psi (ΦΚΨ, Phi Psi) est une fraternité étudiante américaine.

## Histoire
Phi Kappa Psi a été créé en 1852 à Canonsburg en Pennsylvanie, sur le campus de l'université Washington et Jefferson, par William Henry Letterman (en) et Charles Page Thomas Moore (en). Ils forment le Duo Jefferson avec la fraternité Phi Gamma Delta (en), qui fut fondé en 1848, lui aussi à l'université Jefferson. Au cours de longues nuits passées à s'occuper d'un ami malade durant une épidémie, les fondateurs apprécièrent leurs intentions fraternelles et décidèrent de créer une organisation qui pourrait incarner ces idéaux, et durant la nuit du 19 février 1852, la fraternité de Phi Kappa Psi vit le jour.

## Profession de foi
La profession de foi de Phi Kappa Psi fut le résultat des efforts de John Henry Frizzell (Alpha, université du Massachusetts à Amherst, 1898) et de Kent Christopher Owen (Indiana Beta, Université d'Indiana, 1958). Elle fut adoptée par le Conseil de la Grande Arche à Denver en 1964. Elle dit : 

« Je crois que Phi Kappa Psi est une fraternité d'hommes respectables, qui promettent d'être généreux, compassionnels et loyaux ;
Je crois que c'est un honneur de lutter ardemment pour l'excellence intellectuelle, morale et spirituelle; pour aider et pardonner à mes Frères; de m'acquitter promptement de toutes mes dettes; de fournir de l'aide et de la sympathie à ceux qui ont eu le moins de chance ;
Je crois que c'est un honneur de renforcer mon caractère et d'approfondir mon intégrité; de conseiller et guider mes Frères qui s'écartent de leurs obligations; de respecter mes Frères qui pratiquent la modération dans leurs manières et dans leur moral; d'être toujours conscient que la loyauté envers ma Fraternité ne devrait pas affaiblir ma loyauté envers mes collègues mais plutôt augmenter ma dévotion envers eux, envers mon pays, envers mon Dieu ;
Je crois que pour tous ceux que je rencontre, qu'importe où je vais, je représente non seulement Phi Kappa Psi, mais aussi l'esprit de toutes les fraternités; donc que je ne dois jamais chercher le respect et l'honneur pour moi seul, mais aussi pour ma Fraternité ;
À la réalisation de ces croyances, de ces idéaux, à la noble perfection de Phi Kappa Psi, je dédie ma vie et mon honneur sacré. »

## Symboles
La taille du drapeau de la fraternité est de huit pieds et demi de largeur et de six pieds de haut; Ses couleurs sont les mêmes que celles de la fraternité; Le drapeau est composé de trois bandes verticales de taille égale, un vert chasseur au milieu, bordé de chaque côté par une ligne cardinale rouge.

## L'ordre du S.C.
L'ordre du S.C., créé en 1920, est vu par Phi Kappa Psi comme « une fraternité à l'intérieur d'une fraternité » et n'a pas d'équivalent dans le monde fraternel des hommes. L'intégration peut seulement être obtenu en fréquentant au moins sept Conseils de la Grande Arche et de réussir, à l'appréciation de l'ordre, un ou plusieurs actes louables pour la Fraternité. L'ordre se réunit tous les deux ans, durant du Conseil biennal de la Grande Arche de Phi Kappa Psi. Les mots qui sont représentés par les initiales « S.C. » sont gardés secrets par les membres, qui sont actuellement plus d'une centaine, membres vivants de l'ordre qui gardent les traditions et s'appliquent à cette tâche.

## Controverse
L'État de Virginie rapporte que dans la nuit du 4 octobre 1984, un membre d'une des branches de Phi Kappa Psi du collège de Virginie drogua Elizabeth Schimpf, âgée de 17 ans, et qu'au matin du 5 octobre 1984, William Beebe et les membres de la fraternité violèrent en groupe Mlle Schimpf. Beebe décida par la suite de coopérer et de témoigner contre d'autres participants.
Shawn Collinsworth, directeur exécutif national de la fraternité, apprenant que Beebe vivait dans l'un des bâtiments de la Fraternité, nia que Beebe fut un jour un membre officiel de la fraternité. La liste des adhésions officielles de Phi Kappa Psi, Le Grand Catalogue, ne fait référence à aucun « William Beebe » en tant que membre de l'UVA ou d'une des branches de la fraternité, et ce depuis au moins 1980.

## Célèbres Phi Psis

### Statistiques
- Plus de 100 Phi Psis furent membres du Congrès américain, dont 17 sénateurs.
- Des membres occupèrent les postes suivants de l'administration américaine : président des États-Unis, ministre de la Justice (Attorney General), secrétaire d'État au Trésor (États-Unis), secrétaire au Commerce, secrétaire de l'Intérieur, secrétaire des Armées, Général des postes, directeur de l'agence Peace Corps, président de la FDIC et ambassadeur des États-Unis.
- Au moins 12 membres furent gouverneurs d'États ou de territoires américains.
- Plus de 104 000 membres ont été initiés par Phi Kappa Psi depuis sa fondation en 1852.

### Fonctionnaires et hommes politiques

#### En fonction
- Evan Bayh, sénateur américain (IN), ancien gouverneur de l'Indiana (1989-97) (Indiana Beta, université d'Indiana, 1975)
- Michael Bloomberg, ancien maire de New York, fondateur de Bloomberg L.P. (Maryland Alpha, université Johns-Hopkins, 1961)

- Stephen Hadley, conseiller à la Sécurité nationale (New York Alpha, université Cornell, 1966)
- Charlie Dent, homme du congrès américain (PA), (université de l'État de Pennsylvanie, 1982)
- Bruce Braley, homme du congrès américain  (IA), (université d’État de l’Iowa, 1976)
- David J. Shafer, sénateur de l'État de Géorgie (Georgia Alpha, université de Géorgie, 1983)
- Earl Ehrhart (en), représentant à la chambre de Géorgie (Georgia Alpha, université de Géorgie, 1978)

#### Décédés
- Président des États-Unis Woodrow Wilson, (1913-21), gouverneur du New Jersey (1911-13), président de l'université de Princeton, prix Nobel (Virginia Alpha, université de Virginie, 1879)
- John Fitzgerald Kennedy Jr., fils du président des États-Unis John F. Kennedy, fondateur du magazine George (Rhode Island Alpha, université Brown)
- Joseph W. Barr, secrétaire à la Trésorerie (1968-1969), président du FDIC (Indiana Alpha, université DePauw, 1936)
- Joseph Blatchford (en), Directeur de l'agence Peace Corps (1969-1971) (California Epsilon, UCLA, 1953)
- Pierce Butler, membre de la Cour suprême de Justice (1922-1939) (Minnesota Alpha, Carleton College, 1885)
- George E. Chamberlain, sénateur américain (OR), gouverneur de l'Oregon (1903-09) (Virginia Beta, université Washington et Lee, 1872)
- John Thomas Connor, secrétaire du Commerce (1965-1967) (New York Beta, université de Syracuse, 1933)
- Paul Coverdell, sénateur américain (GA) (1993-2000, mort en activité), directeur de l'agence Peace Corps (Missouri Alpha, université du Missouri-Columbia, 1959)
- John W. Davis, nommé par le Parti démocrate pour l'élection présidentielle de 1924, ambassadeur américain en Grande-Bretagne, avocat (Virginia Beta, université Washington et Lee, 1889)
- J. Edward Day, Général des Postes (1961-63) (Illinois Beta, université de Chicago, 1933)
- Joseph Benson Foraker, sénateur américain (OH), gouverneur de l'Ohio (1886-1890), candidat à la nomination du Parti Républicain pour l'élection présidentielle de 1908, université Cornell, 1866])
- James P. Goodrich, gouverneur de l'Indiana (1917-1921) (Indiana Alpha, université DePauw, 1885)
- Herbert S. Hadley (en), gouverneur du Missouri (1909-1913) (Kansas Alpha, université du Kansas, 1888)
- Homer A. Holt (en), gouverneur de Virginie-Occidentale (1937-1941) (Virginia Beta, université de Washington et Lee, 1916)
- Lawrence Judd, Gouverneur de Hawaii (1929-34), gouverneur de Samoa (1953) (Pennsylvania Iota, université de Pennsylvanie, 1906)
- Thomas Henry Kuchel, sénateur américain  (CA), (1953-1969) (California Delta, université de Californie du Sud, 1929)
- William P. Lane (en), gouverneur du Maryland (1947-1951) (Virginia Alpha, université de Virginie, 1910)
- Lloyd Lowndes, Jr. (en), gouverneur du Maryland (1895-99) (Pennsylvania Beta, Allegheny College (en), 1864)
- A. Mitchell Palmer, ministre de la Justice (1919-1921), candidat à la nomination du Parti Démocrate pour l'élection présidentielle de 1920 (Pennsylvania Kappa, Swarthmore College, 1889)
- Raymond P. Shafer, gouverneur de Pennsylvanie (1967-1971) (Pennsylvania Beta, Allegheny College, 1935)
- William C. Sproul (en), gouverneur de Pennsylvanie (1919-1923), candidat à la nomination du Parti Républicain pour l'élection présidentielle de 1920 (Pennsylvania Kappa, Swarthmore College, 1889)
- Lt. Gen. E.O. Thompson, membre de la commission ferroviaire du Texas ayant la longévité d'exercice la plus importante (1933-1965) (Texas Alpha, université du Texas à Austin, 1913)
- James E. Watson (en), sénateur américain (IN) (président de la majorité au Congrès américain (1929-33) (Indiana Alpha, université DePauw, 1881)
- Robert "B.J." Dion, professeur de science politique et diplômé de français (1981-1985), (Indiana Gamma Wabash College (en), 1832)
- Roy Scheider, Acteur nommé aux Oscars du cinéma (Pennsylvania Eta, Franklin and Marshall College (en), 1954)

### Militaires
- Brig. Gen. William "Billy" Mitchell, général dans l'Armée, décoré de la médaille d'or du Congrès, (D.C. Alpha, université George Washington, 1896)
- Maj. Gen. William "Wild Bill" Donovan, décoré de la médaille de honneur pour ses activités durant la Première Guerre mondiale, fondateur du Bureau des services stratégiques (précurseur de la CIA) durant la Seconde Guerre mondiale (New York Gamma, université Columbia, 1903)
- Gen. Tasker Bliss, chef de troupe durant la Seconde Guerre mondiale (Pennsylvania Gamma, université Bucknell, 1870)
- Maj. Gen. Frank "Machine Gun" Parker (en), commandant de la première division d'infanterie de l'armée américaine durant la Première Guerre mondiale (South Carolina Alpha, université de Caroline du Sud, 1888)
- Maj. Gen. Henry Terrell, commandant de la 90e division d'infanterie de l'armée américaine durant la seconde guerre mondiale (Texas Alpha, université du Texas à Austin, 1908)
- Maj. Gen. Scott C. Black (en), 37e juge général de l'armée des États-Unis (California Eta, université d'État polytechnique de Californie)
- John O. Marsh, Jr., secrétaire de l'armée (1981-1989), membre du Congrès américain (VA) (Virginia Beta, université Washington et Lee, 1948)
- Stephen Ailes (en), secrétaire de l'armée (1964-1965) (West Virginia Alpha, université de Virginie-Occidentale, 1934)
- Captain Henry H. Bingham, membre du Congrès et décoré de la médaille de l'honneur
- Plus de 60 généraux, 20 amiraux et au moins deux navires dont :
- Le USS James C. Owens (DD-776) (en) nommé ainsi d'après James C. Owens, Jr. (ar) (California Delta université de Californie du Sud 1930)
- Le USS Walter X. Young (APD-131) (en) nommé ainsi d'après Walter X. Young (ar) (Illinois Beta, université de Chicago, 1937)

### Art et divertissement
- John Astin, acteur (Pennsylvania Alpha, Université Washington et Jefferson, 1949; Maryland Alpha, université Johns-Hopkins, 1950)
- Zach Braff, acteur (Illinois Alpha, université Northwestern, 1997)
- Roy Crane, créateur de cartoon syndicalisé (Texas Alpha, université du Texas à Austin, 1922)
- Peter Graves, acteur (Minnesota Beta, université du Minnesota, 1946)
- Edward Herrmann, acteur décoré d'un Tony Award et d'un Emmy (Pennsylvania Gamma, université Bucknell, 1965)
- Edward Everett Horton, acteur et présentateur de télévision (New York Zeta, École de Brooklyn, 1907)
- Frank Morgan, acteur nommé aux Oscars du cinéma (New York Alpha, université Cornell, 1908)
- James Whitcomb Riley, écrivain/poète (Indiana Alpha, université DePauw, 1883)
- Charles "Buddy" Rogers, acteur/leader d'un groupe musical (Kansas Alpha, université du Kansas, 1923)
- Roy Scheider, acteur nommé aux Oscars du cinéma (Pennsylvania Eta, Franklin and Marshall College (en), 1954)
- Steve Tesich, scénariste décoré d'un Oscar du cinéma (Indiana Beta, université de l'Indiana, 1962)
- Tony Aiello (en), journaliste, WCBS-TV (Indiana Beta, université de l'Indiana, 1982)
- James Thurber, humoriste et acteur décoré du prix Pulitzer (Ohio Delta, université de l'État de l'Ohio, 1918)
- Frederick Jackson Turner, éminent historien (Wisconsin Alpha, université du Wisconsin-Madison, 1878)
- Wes Bergmann, personnalité de la télé-réalité The Real World: Austin (en) (Arizona Beta, université d'Arizona)
- Pat Weaver, pionnier de la télévision décoré d'un Emmy Award (New Hampshire Alpha, Dartmouth College, 1927)
- Justin Walker (en), acteur, surtout connu pour avoir joué le rôle de Christian en 1995 dans la série télévisée Clueless, (Virginia Beta, université Washington et Lee).
- John Schad (dramaturge), dramaturge basé à Chicago. Auteur de The Lady Whore et de The Night of Wet Pine Leaves, (New York Beta, université de Syracuse, 2000).

### Sports
- Phog Allen, membre de la Basketball Hall of Fame, « père de l'entraînement au basket-ball » (Kansas Alpha, université du Kansas, 1905)
- Kevin Berry, nageur médaillé d'or et de bronze aux Jeux Olympiques de 1964 (Indiana Beta, université de l'Indiana, 1965)
- Ron 'Babe' Bontemps, olympien (Wisconsin Gamma, Beloit College)
- Terry Bowden (en), ancien entraîneur de football américain et actuellement[Quand ?] recruteur (West Virginia Alpha, université de Virginie-Occidentale, 1975)
- Jeff Cirillo (en), actuellement[Quand ?] joueur au sein de la Major League Baseball, All-Star 1997 et 2000 (California Delta, université de Californie du Sud, 1989)
- Jerry Colangelo,  membre de la Basketball Hall of Fame, ancien joueur chez les Phoenix Suns et propriétaire des Arizona Diamondbacks (Illinois Delta, université de l'Illinois à Urbana-Champaign, 1959)
- Ford Frick, Directeur exécutif de la Major League (1951-1965), membre de la Baseball Hall of Fame (Indiana Alpha, université DePauw, 1913)
- Johnny « Red » Kerr, ancien joueur et entraîneur de la NBA, actuellement[Quand ?] recruteur pour les Chicago Bulls (Illinois Delta, université de l'Illinois à Urbana-Champaign, 1954)
- Nile Kinnick, Vainqueur du Trophée Heisman (1939) (Iowa Alpha, université de l'Iowa, 1938)
- John Michels (en), ancien joueur de la NFL, first-round draft choice in 1996 (California Delta, université de Californie du Sud)
- Ralph Miller (en), membre de la Basketball Hall of Fame et ancien entraîneur (Kansas Alpha, université du Kansas, 1938)
- Tex Schramm (en), membre de la Pro Football Hall of Fame, ancien GM[Quoi ?] Dallas Cowboys, (Texas Alpha, université du Texas à Austin, 1940)
- Mark Spitz, légendaire nageur aux Jeux Olympiques, gagna 7 médailles d'or en 1972 (Indiana Beta, université de l'Indiana, 1969)
- Dick Tomey (en), actuellement[Quand ?] entraîneur d'une équipe de football américain (Indiana Alpha, université DePauw, 1957)
- Michael Troy, médaillé d'or au 200 m papillon et 800 m nage libre aux Jeux Olympiques d'été de 1960 et sujet de couverture pour le magazine hautement renommé Sports Illustrated, (Indiana Beta, université de l'Indiana, 1959)
- George Yardley, membre de la Basketball Hall of Fame (California Beta, université Stanford, 1947)
- Ron Yary, membre de la Pro Football Hall of Fame, vainqueur du Trophée Outland (1967), NFL first overall draft choice (1968) (California Delta, université de Californie du Sud, 1966)

### Milieu des affaires
- Jerry Yang, cofondateur et CEO de Yahoo! (California Beta, université Stanford, 1987)
- Benjamin Lutch, cofondateur de Excite (California Beta, université Stanford, 1991)
- David Fout, CEO/Président de Aquilent (Maryland Beta, université du Maryland, 1988)
- Jerry Nelson, fondateur de Ticketmaster (California Epsilon, UCLA, 1948)
- Angus G. Wynne, Jr., fondateur de Six Flags (Texas Alpha, université du Texas à Austin, 1933)
- Michael Bloomberg, maire de la ville de New York (Maryland Alpha, université Johns-Hopkins)
- Herbert H. Dow, fondateur de Dow Chemical Company (Ohio Epsilon, Institut technologique Case)
- Stephen Kotarksi, Jr., inventa le système de frein antiblocage pour la production de masse (New Jersey Delta, New Jersey College)
- Beaucoup de personnalités dans la liste de Fortune 500, dans le milieu bancaire, et dans les associations nationales professionnelles

### Éducation
- Présidents actuels ou récents de l'université de Cincinnati, du MIT, de l'université de San Francisco, de l'université Creighton, de l'université Slippery Rock, et de l'université de Virginie-Occidentale
- Anciens présidents de la réserve de Case Western, de l'université Cornell, de l'université de l'Illinois à Urbana-Champaign, de l'université Johns-Hopkins, de l'université du Kentucky, de l'université du Montana, de l'université de Pennsylvanie, de l'université d'État de Pennsylvanie, de l'université de Princeton, de l'université de Wittemberg, du New Jersey College, et du Washington and Jefferson College (en)

### Divers
- Owen Garriott, Skylab astronaute (Oklahoma Alpha, université de l'Oklahoma, 1949)
- Robert Lowry (en), homme d'Église et célèbre écrivain d'hymne du XIXe siècle (Pennsylvania Gamma, université Bucknell, 1856)
- Elliot See, astronaute du programme Gemini (Texas Alpha, université du Texas à Austin, 1945)
- David G. Tyler (en), membre du Congrès américain (VA), fils du président John Tyler (Virginia Beta, université Washington et Lee, 1867)
- Eric Richard Gaillet, Deux shillings : correspondance inédite (Charles Ollman - Phi Kappa Psi - 1943), Charleston, CreateSpace, 2016, 230 p. (ISBN 978-1-5308-6344-0 et 1-5308-6344-9).

## Fonds de dotation
Comme un certain nombre d'organisation, la Fraternité Phi Kappa Psi conserve un financement indépendant. Le Fonds de dotation de la Fraternité Phi Kappa Psi, mise en place en 1914 est une fondation publique à but éducatif et non-lucrative. Au 31 décembre 2004, le Fonds de dotation disposait d'un actif net de 18 928 712 dollars. En 2004, le Fonds de dotation dépensa 1 085 515 dollars en bourse, subventions et autres activités éducatives pour les membres de la fraternité.
Bien qu'il fût créé en 1914, ce ne fut qu'au milieu des années 1990 que le Fonds de dotation devint prospère. En 1994, les actifs nets étaient d'à peine 620 503 dollars. Dix ans après, ceux-ci s'élèvent à près de 19 millions de dollars. En 2004, sous l'action de Tom Penningto, directeur du Développement et de Wayne Wilson, avocat confirmé, le Fonds de dotation de la Fraternité de Phi Kappa Psi devint la plus importante fondation éducative parmi les fraternités et les sororités à travers les États-Unis et le monde. Nombres d'anciens membres, devenus riches par la suite, ont permis d'atteindre cet objectif.
En 2006, le Fonds de dotation et le centre administratif de la Fraternité déménagèrent de leur résidence dans le centre-ville d'Indianapolis à leur nouvelle acquisition : Laurel Hall. Partagée avec le Centre de Conférence Ruth Lilly et un accès public pour les évènements spéciaux, cette propriété a permis à Phi Kappa Psi d'héberger des conférences nationales et d'organiser des meetings ainsi que d'engranger des revenus par la location de salle et la vente de différents services aux citoyens de la ville d'Indianapolis.

## Culture populaire
- La maison de la Fraternité de la branche Lapha Oregon de l'université de l'Oregon est visible dans le film Animal House de 1978[4].